# فتح طبرستان (758-759)
فتح طبرستان أو الحملةُ الإسلاميَّة على طبرستان أو الغزو العبَّاسي لطبرستان (141-142هـ / 758-759م) هي حملة عسكريَّة شنَّتها الخلافة العبَّاسية في عهد الخليفة أبو جعفر المنصور بهدف فتح طبرستان الواقعة تحت حكم السُّلالة الدَّابويَّة الفارسيَّة المجوسيَّة في عهد الأصبهبذ خورشيد. أرسل الخليفة ابنه مُحمَّد المهدي بهدف السيطرة عليها، ثم وجَّه تحت يديه القائد خازم بن خزيمة التميمي ومولى المنصُور أبو الخصيب مرزوق لمساعدته في الحرب. تمكَّن الجيش العبَّاسي أخيرًا من الاستيلاء على طبرستان في سنة 141هـ/758م وغنموا ما في حصن الأصبهبذ وعادوا منصرفين من طبرستان على عهد أبرم بين الطرفين.
ثار الأصبهبذ قارن خليفة الأصبهبذ خورشيد لاحقًا في سنة 142هـ/759م، فقتل كل من في بلاده من المُسلمين، وجمع الأجناد لقتال العبَّاسيين، الأمر الذي جعل الجيش العبَّاسي يعود من جديد، فضرب حصارًا شديدًا على حصن الأصبهبذ، حتى تمكنوا من دخوله واستولوا بذلك على كامل منطقة طبرستان، وضمُّوها لحظيرة الخلافة في نفس السنة.

## خلفية الأحداث
كانت منطقة طبرستان مُستقلة جنبًا إلى جنب مع بلاد الدَّيلم ولم يتمكَّن المُسلمون من فتحها خلال الفتح الإسلامي لفارس (12-33هـ / 633-654م) أو في عهد بني أميَّة لكثرة جبالها ومناعة حُصونها ووعورة مسالكها، ففضَّل صاحب طبرستان ويُعرف بالأصبهبذ (فارسيَّة القُرون الوسطى: 𐭮𐭯𐭠𐭧𐭯𐭲)، أن يُصالح دولة الخلافة حتى لا تتكرر الحملات الإسلاميَّة عليها، فكان يدفع على الشيء اليسير، فيقبل منه الخُلفاء لصعوبة المسالك إليها وخشونتها، ولم يزل أهل طبرستان يؤدون الصلح مرة ويمتنعون أخرى، حتى آخر خُلفاء بني أميَّة مروان بن محمد، فغدروا ونقضوا عهدهم، إلا أن استخلاف أبو العبَّاس السَّفَّاح جعلهم يقبلون الصُّلح بعد أن وجَّه عامله إليهم.
بعد استخلاف أبو جعفر، أقر الوضع القائم مع طبرستان، وكان الأصبهبذ خورشيد إذا أحس أن والي خُراسان في وقته ضعيفًا لم يعطه الطَّاعة، إلا أن أخبار مقتل أبي مُسلم الخُراساني، جعلته يهاب أبو جعفر، فكتب إليه ووجَّه له مبلغ 700 ألف درهم، وزعفران ليس له في الدنيا نظير عشرة أحمال، وحب الرمان وسمك مُملح وغيرهم من الهدايا والألطاف على أربعين بغلًا مُقدمًا له الطَّاعة. تغيرت الأحوال بعد إخماد ثورة سنباذ، فقد لاذ الأخير نحو الأصبهبذ خورشيد لاجئًا إليه، إلا أن سنباذ استهزأ بابن عم الأصبهبذ ويدعى طوز أو طوس، فقام طوز بضرب عُنُق سنباذ وحمل ما معه من الأموال والخزائن للأصبهبذ. كتب الخليفة أبو جعفر يطلب منه الأموال لكونها له بعد أن قهر ثورته، فلم يجب الأصبهبذ وخلع الطَّاعة، خاصةً بعد أن رأى تمرُّد جمهور بن مرار العجلي ولاحقًا عبد الجبَّار بن عبد الرَّحمن الأزدي على الخليفة.

## الهجمة الأولى على طبرستان (758)
بقيت العلاقات على هذا النحو حتى سنة 141هـ / 758م، إذ تطوَّرت الأمور ودخلت مرحلة جديدة، فقد تمكن أنصار بني العبَّاس من القضاء على ثورة عبد الجبَّار بن عبد الرَّحمن الأزدي، من غير أن تتكبَّد القُوَّات العبَّاسية خسائر في العدة والعدد لعدم اشتراكها في القتال، ورفض الأصبهبذ أن يؤدي الأموال التي حصلها عامله من سنباذ بعد أن قتله، فأسرَّها الخليفة في نفسه وتوعد بالقصاص منه، ووجد الفرصة الثمينة في الاستيلاء على طبرستان بعد أن أطلق النفقات على الجيش بقيادة ابنه محمد المهدي ولم يتكبَّد الأخير أية خسائر في إنهاء شر الأزدي، وكره أن يعود له بعد ما أطلقه من النفقات، فكتب إلى المهدي بنزول الرَّي ليتخذها قاعدة لغزو طبرستان في سنة 141هـ / 758م. أسند المهدي الحملة كُلًا من أبُو الخصيب مرزوق بن روقاء، وخازم بن خُزَيمة التَّميمي بتوجيه من الخليفة، فسار الجيش العبَّاسي وتوغَّل في البلاد حتى وصل إلى سارية.

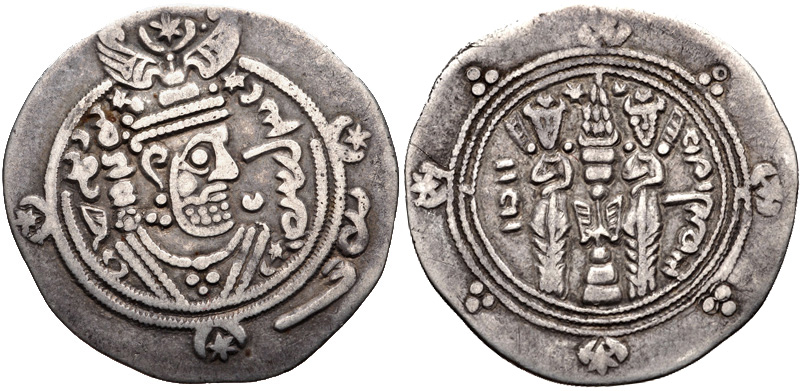
عُملة طبريَّة تعود لعهد الأصبهبذ خورشيد (حكم 740-758)

كان الأصبهبذ خورشيد في ورطة حقيقية، فقد كان على وشك الدُّخول في حرب مع ملك دنباوند ويُلقَّب بالمصمغان، وشعر الأخير بأن عليه التعاون مع الأصبهبذ قائلًا له: «متى صاروا إليك صاروا إلي»، فعقدا الصُّلح بينهما، واجتمعوا على مُحاربة المُسلمين، فانصرف الأصبهبذ بقُواته إلى بلاده واشتبك مع الجيش العبَّاسي الإسلامي، وطالت أيام الحرب بينهما، فوجَّه الخليفة بالمدد بقيادة عمر بن العلاء، وكان أعلم الناس بمواضع طبرستان، فاستولى على الرُّويان مُطلًا بذلك على بحر الخزر، ثم فتح قلعة طاق قرب سمنان وغنم ما فيها، ثم ألحَّ خازم بن خُزَيمة على القتال، فتمكن من فتح كامل طبرستان بعد أن أنزل خسائر فادحة من الطبريين، وتقهقر الأصبهبذ إلى قلعته مُعتصمًا بها. وتحت وطأة حصارها من قبل المُسلمين، طلب الأصبهبذ الأمان وبتسليمه القلعة وما فيها والمُغادرة لبلاد الديلم المُجاورة، فأحصى مندوب أبو جعفر ما في القلعة وأُخذت ابنته سبيَّة واستُوهبت للعبَّاس بن محمَّد، وانصرف العبَّاسيين من طبرستان على العهد المُبرم بعد أن عُيِّن الأصبهبذ قارن، وذلك سنة 141هـ / 758م.

## فتح طبرستان وضمِّها للخلافة (759)

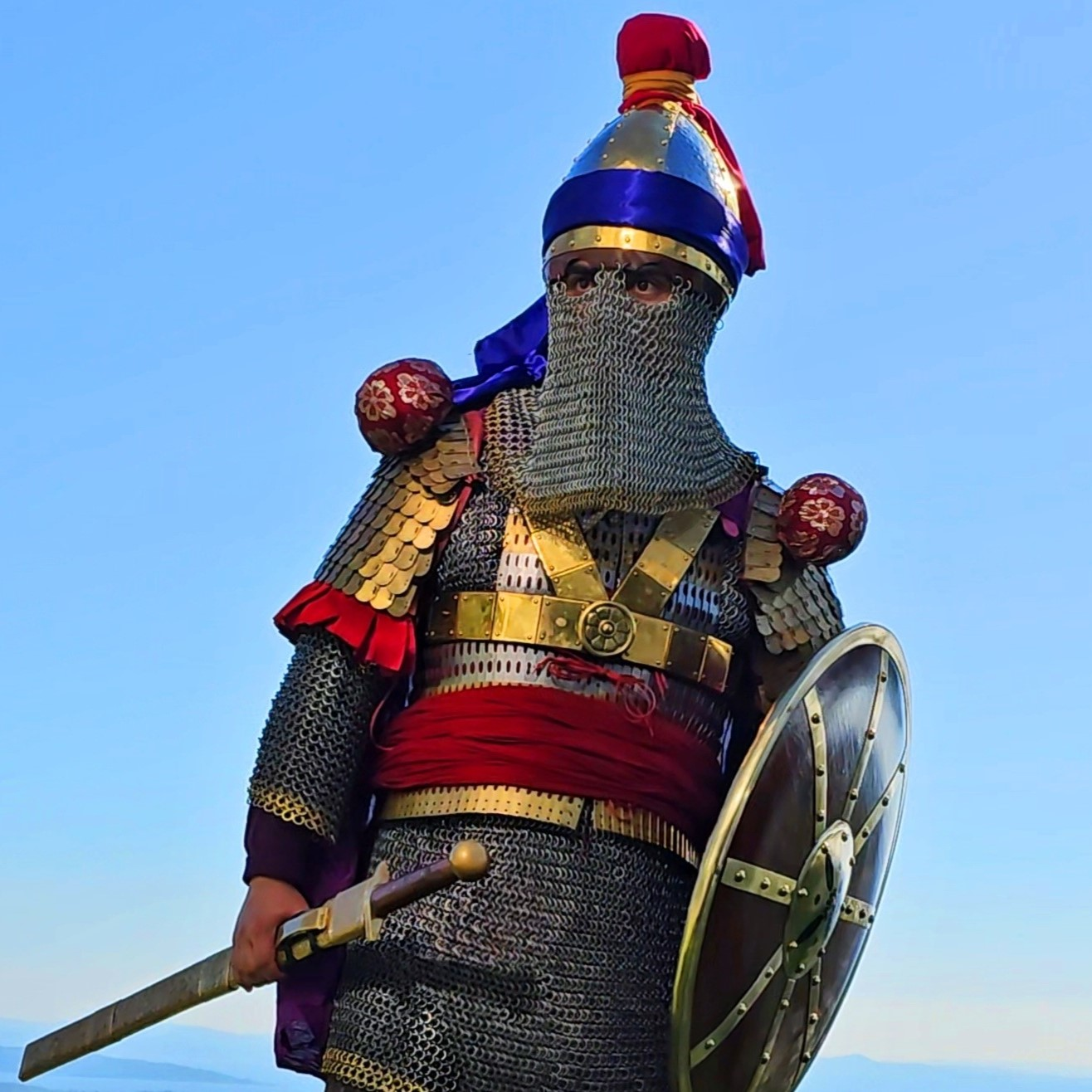
إعادة بناء لقائد عسكري من العصر السَّاساني والأصبهبذ.

سرعان ما أعلن الأصبهبذ قارن الثَّورة ونقض العهد المُبرم مع الخلافة بعد أن جمع الأجناد، فانتقم بقتل من كان في بلاده من المُسلمين في سنة 142هـ / 759م. وصلت تلك الأخبار إلى الخليفة، فأمر بتوجيه خازم بن خُزَيمة التَّميمي، وروح بن حاتم المهلبي وأبو الخصيب لاستئصال شر الأصبهبذ نهائيًا، ولما علم الأخير بذلك، اعتصم في الحصن وحاصره العبَّاسيين ولم يتيسر لهم اقتحامه، لتستمر الاشتباكات بين الطرفين دون جدوى. طال أمد الحصار على الأصبهبذ، فتشاور القادة العبَّاسيين في خطة محكمة لفتح الحصن، فاقترح أبو الخصيب أن يحلقوا رأسه ولحيته، ففعلوا ولحق بالأصبهبذ قائلًا له: «إن هذين الرجلين استغشاني وفعلا بي ما ترى وقد هربت إليك، فإن قبلت انقطاعي وأنزلتني المنزلة التي أستحقها منك، دللتك على عورات العرب، وكنت يداً معك عليهم»، فقبل الأصبهبذ، وكساه وأعطاه وأظهر الثقة به، فلما اطَّلع أبو الخصيب على أموره وما يحتاجه من الأسرار الحربيَّة، كتب إلى التميمي والمهلبي بما يحتاجوا لمعرفته، فدخل المُسلمون إلى الحصن وقتلوا المُقاتلة وسبوا الذريَّة، وحين علم الأصبهبذ باقتحام قلعته، تناول السُّم في خاتمه ومات.
تمكنت الخلافة العبَّاسية من فتح كامل طبرستان، وعُين عمر بن العلاء واليًا عليها، فتمكن من ضبط المنطقة وإعادة الهدوء إليها، بعد أن كان مدة ملك الطبريين لها 119 عامًا منذ عهد الأصبهبذ جيل بن جيلان شاه. وقيل أن أبو الخصيب هو أول والٍ على طبرستان، فهو باني المسجد الجامع في مدينة ساري ليكون أول مساجد طبرستان منذ بداية الإسلام. بقيت طبرستان تحت سيطرة الخلافة العبَّاسية حتى حدوث ثورة واضطرابات من طبرستان ذات الأغلبيَّة المجوسيَّة بين 784 و804م، كما أن بعض السُّلالات المحليَّة بقيت تحكم أجزاء من المناطق الجبلية وتتصارع فيما بينها، غير أنها بقيت تحت سيطرة الخلافة العبَّاسية إلى حدٍ كبير، حتى قدوم الحسن بن زيد العلوي وأقام الدَّولة العلويَّة في طبرستان.

### فهرس المنشورات
1. ↑  ابن إسفنديار (2002)، ص. 89.
2. ↑  العاني (1981)، ص. 423.
3. ↑  ابن إسفنديار (2002)، ص. 183.
4. ↑  ابن إسفنديار (2002)، ص. 181-182.
5. 1 2  الطبري (2004)، ص. 1508-1509.
6. 1 2  العاني (1981)، ص. 490.
7. ↑  ابن إسفنديار (2002)، ص. 184-185.
8. ↑  العاني (1981)، ص. 427.
9. ↑  الطبري (2004)، ص. 1509.
10. 1 2  ابن إسفنديار (2002)، ص. 185.
11. ↑  العاني (1981)، ص. 427-428.
12. ↑  ابن إسفنديار (2002)، ص. 185-186.

### معلومات المنشورات كاملة
الكتب مرتبة حسب تاريخ النشر
- حسن فاضل العاني (1981)، سياسة المنصور أبي جعفر الداخلية والخارجية، بغداد، OCLC:4770734406، QID:Q126164117{{استشهاد}}:  صيانة الاستشهاد: مكان بدون ناشر (link)
- ابن إسفنديار (2002)، تاريخ طبرستان، ترجمة: أحمد محمد نادى، القاهرة: المشروع القومي للترجمة، OCLC:745363020، QID:Q127225035{{استشهاد}}:  صيانة الاستشهاد: ref duplicates default (link)
- محمد بن جرير الطبري (2004). تاريخ الأمم والملوك، تاريخ الطبري: طبعة مقدم لها بتوضيح في أسانيد الطبري وبيان المؤاخذات عليها، وصححت النسخة على أصح النسخ الموجودة، وخدمت بفهارس للآيات وفهارس للأحاديث، وفهارس للموضوعات. مراجعة: أبو صهيب الكرمي. عَمَّان: بيت الأفكار الدولية. ISBN:978-9957-21-152-3. OCLC:956977290. QID:Q123224476.